# Ољшов
Ољшов (слч. Oľšov) насељено је мјесто са административним статусом сеоске општине (слч. obec) у округу Сабинов, у Прешовском крају, Словачка Република.

## Становништво
| Година:    | 1994. | 2004.    | 2014.   | 2024.   |
| ---------- | ----- | -------- | ------- | ------- |
| Број људи: | 359   | 407      | 396     | 366     |
| Разлика:   |       | +13,37 % | -2,70 % | -7,57 % |

| Година:    | 2023. | 2024.   |
| ---------- | ----- | ------- |
| Број људи: | 364   | 366     |
| Разлика:   |       | +0,54 % |

Према подацима о броју становника из 2011. године насеље је имало 394 становника.